# Кіріякуліс Мавроміхаліс
Кіріякуліс Петру Мавроміхаліс (грец. Κυριακούλης Μαυρομιχάλης; 1850–1916) — грецький політик, прем'єр-міністр країни.

## Життєпис
Народився в Афінах 1850 року у відомій родині Мавроміхаліс з півострова Мані. Вперше був обраний до Парламенту 1879 року. Обіймав посади: міністра внутрішніх справ (1895–1897, 1902–1903 та 1905), міністра військових справ (1904-1905), а також пост глави уряду після падіння кабінету Ралліса 1909 року.
1. ↑  http://data.nlg.gr/resource/authority/record146703